# Grotta W le Donne
La grotta W le Donne è una delle grotte più profonde d'Italia, situata nella Grigna Settentrionale, in Lombardia. Il suo ingresso si trova a 2.170 metri sul livello del mare, lungo la Cresta di Piancaformia, vicino al sentiero che conduce al Rifugio Brioschi.

## Scoperta ed esplorazione
La grotta è stata individuata negli anni '80 e successivamente esplorata da diversi gruppi speleologici, tra cui il Gruppo Grotte Milano, il Gruppo Speleologico Lecchese e il Gruppo Speleologico Comasco. Nel 1987, venne superato un meandro molto stretto, consentendo l'accesso a una serie di grandi pozzi che portarono le esplorazioni a notevoli profondità.  
Ad oggi, la grotta ha raggiunto una profondità di 1.282 metri, rendendola una delle più profonde d'Italia.  

## Struttura della grotta
La grotta presenta una struttura complessa, suddivisa in quattro sezioni principali:  
- Zona d'ingresso: un labirinto di piccoli pozzi e meandri stretti.
- Serie di grandi pozzi: alcuni pozzi paralleli che portano fino alla "Sala Utopia", situata a circa -380 metri.
- Meandri e pozzi intermedi: rami che si diramano da "Utopia", alcuni dei quali portano a profondità ancora inesplorate.
- Gallerie freatiche: condotti paralleli attivi o fossili, con sedimenti argillosi, che si estendono fino al fondo della grotta.

## Connessione idrogeologica
Nel 1989, venne eseguita una tracciatura delle acque interne della grotta. I risultati hanno dimostrato che il torrente sotterraneo della Grotta W le Donne è collegato alla sorgente del Fiumelatte, situata a circa 8 km di distanza, con un dislivello di 1.845 metri. Nel 2019 è stato ripetuto il test con traccianti verificando il collegamento con la sorgente.

## Complesso del Grignone
La Grotta W le Donne è parte del Complesso del Grignone Alfredo Bini, un complesso carsico di circa 30 km di sviluppo che comprende 19 grotte collegate al sistema principale. Sul massiccio carsico sono presenti più di 1200 ingressi di grotte.  

## Esplorazioni attuali
Le esplorazioni nella grotta sono ancora in corso, con numerose diramazioni e gallerie ancora da indagare. La complessità del sistema carsico rende la Grotta W le Donne una delle più affascinanti e difficili da esplorare in Italia.  